# Joaquín Pérez Orrantía
José Joaquín Pérez Orrantia (Bogotá, Confederación Granadina, 1860 - Bogotá, Colombia, 14 de noviembre de 1937) fue un banquero, periodista y político colombiano, primer gerente del Banco de la República.

## Biografía
Hijo del poeta y militar Lázaro María Pérez Angulo, quien se desempeñó como Embajador en Alemania, y de Ana María Orrantia Benítez, a la muerte de su padre continuó con su labor periodística y fundó la editorial J. J. Pérez, en su momento una de las más importantes del país. También fue director de El Heraldo, periódico fundado por su padre.
Aunque se desconocen muchos datos de su biografía, fue un acaudalado e ilustre empresario del sector financiero colombiano durante finales del siglo XIX y principios del siglo XX. Era representante de varias empresas internacionales, especialmente estadounidenses, en Colombia. También fue tesorero general de la República.
Fue elegido Miembro de la Cámara de Representantes de Colombia por Bogotá en 1920, y en julio de 1923 fue designado Presidente de la Cámara. Apenas unos días después de su elección, el 27 de julio de 1923, fue designado como primer gerente del Banco de la República, por parte del presidente Pedro Nel Ospina. Su primera labor como gerente fue recoger todos los billetes que estaban en circulación y cambiarlos por la primera emisión del banco, respaldada en oro, para estabilizar el sistema monetario. También se encargó de abrir las oficinas y organizar las secciones necesarias para el cabal cumplimiento de sus funciones.
Después de haber sido gerente, siguió siendo parte de la junta directiva del banco.Falleció en 1937 después de una larga enfermedad.